# Masanobu Matsunami
Masanobu Matsunami (født 21. november 1974) er en tidligere japansk fodboldspiller og træner.
Han har spillet for flere forskellige klubber i sin karriere, herunder Gamba Osaka.
Han har tidligere trænet Gamba Osaka og Gainare Tottori.